# A18 (Italië)
De Autostrada A18 is een snelweg in Italië en tevens een van de vier snelwegen op het eiland Sicilië.
De snelweg verbindt de steden Messina en Catania.
Sinds april 2010 is de A18  tussen Siracusa en Rosolini vrijgegeven voor het verkeer, op het zuidelijke deel van het eiland en rest alleen nog het gedeelte tussen Rosolini en Gela. In december 2023 werd het gedeelte van Ispica tot Modica geopend. Echter tussen Catania en Siracusa is het een tot Superstrade, met twee gescheiden rijbanen, omgebouwde deel van de SS114 als onderdeel van de A18. Uiteindelijk zal ook dit stuk A18 worden.

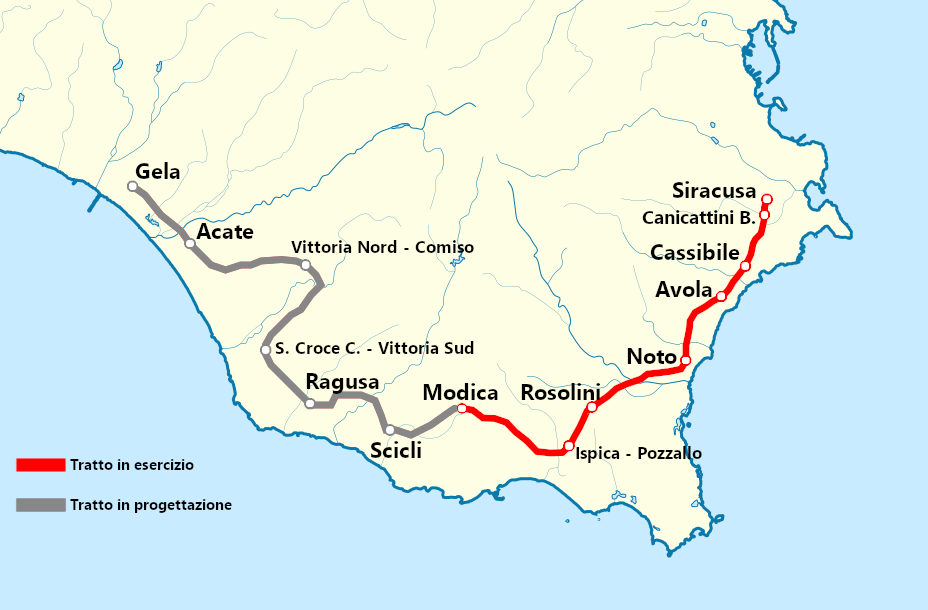
Detailkaart traject Siracusa-Gela

De gehele A18 gaat met de E45.

## A18dir Diramazione di Catania
De A18dir of Diramazione di Catania is een zijtak van de A18 en gaat tot Catania

## Foto's

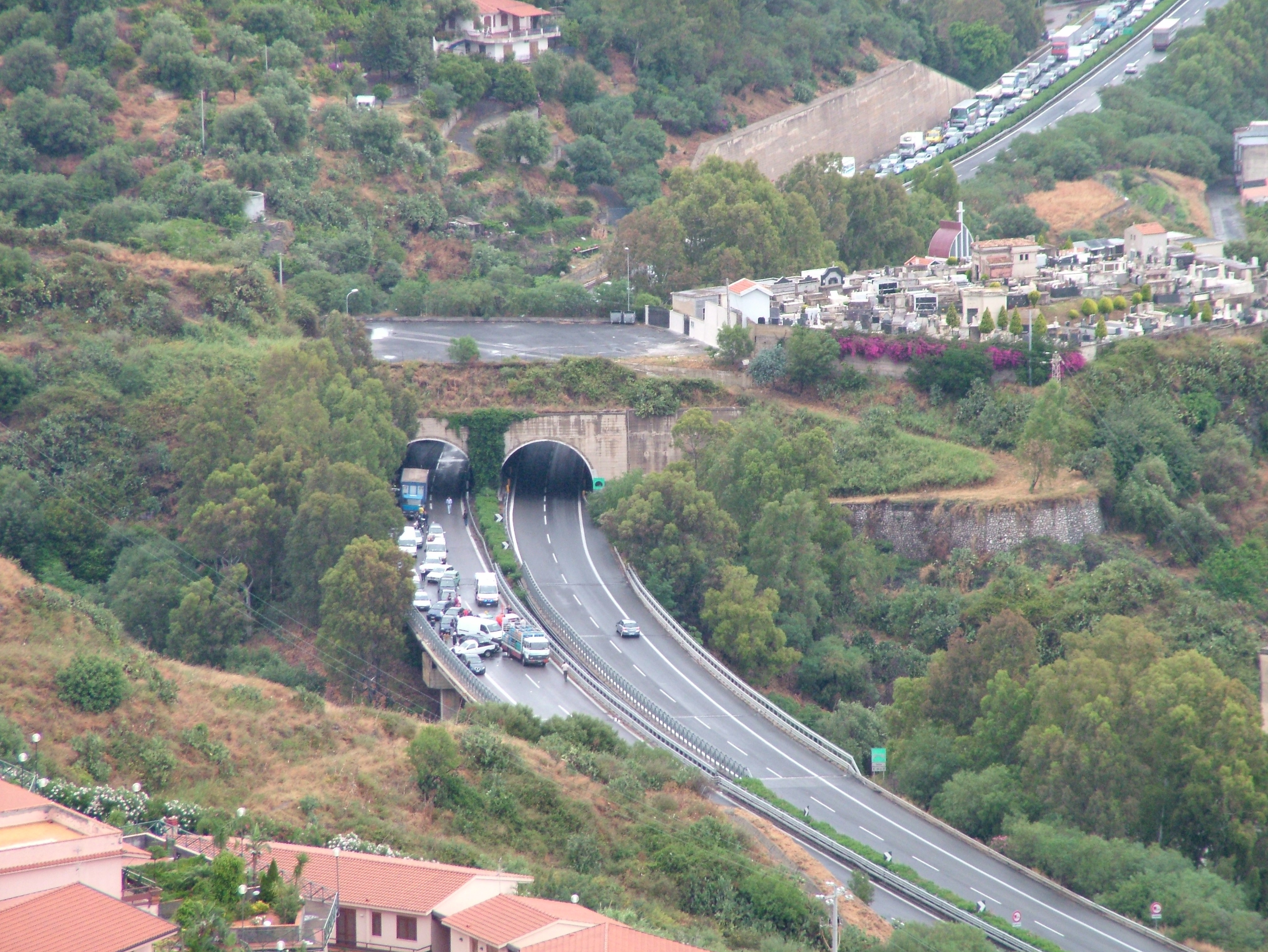
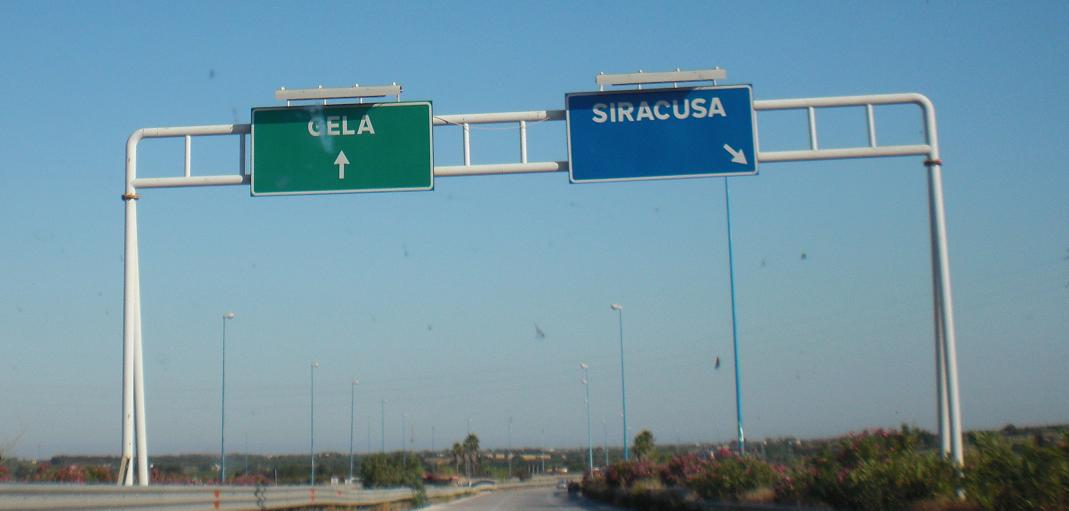